# Décennie 1480 en architecture
| Années de l'architecture : 1477 - 1478 - 1479 - 1480 - 1481 - 1482 - 1483    |
| Décennies de l'architecture : 1450 - 1460 - 1470 - 1480 - 1490 - 1500 - 1510 |

Cet article présente les faits marquants de la décennie 1480 en architecture.

## Événements
- 30 juin 1480, chantier de Rome : par la bulle Etsi de cunctarum civitatum Sixte IV confère des pouvoirs extraordinaires aux magistri viarum, leur permettant d’exproprier les propriétés privées pour refonder l’urbanisme de Rome[1],[2]. Les travaux du Trident, à partir du pont Saint-Ange, peuvent commencer.
- 24 juillet 1481 : premier incendie de la cathédrale Notre-Dame de Reims[3].

- 1482 : Francesco di Giorgio Martini commence à publier le Trattato di architettura, ingegneria e arte militare (Traité d'architecture, d'ingénierie et d'art militaire)[4].
- 1485 : édition à Florence de De re aedificatoria (écrit à partir de 1445) traité en dix volumes sur le rôle de l’architecture dans la vie sociale (inspiré de Vitruve et dédié à Laurent de Médicis) par Léon Battista Alberti[5].

## Réalisations
- 1480 : construction du Koïfhus ou Ancienne douane, le plus ancien bâtiment de Colmar[6].
- 1481-1509 : construction du palais Vendramin Calergi[7] attribuée à Mauro Codussi.
- 1482 : construction du Ginkaku-ji par Yoshimasa Ashikaga au Japon[8].
- 1484 : construction du Changgyeonggung, palais royal de la dynastie Joseon, à Séoul[9].
- 1484-1489 : construction du pont Koyunbaba (en) sur le Kızılırmak dans le district d'Osmancık en Turquie, long de 250 m[10].
- 10 novembre 1485  : début de la construction de la tour sud, dite « de beurre » de la cathédrale de Rouen, financée par les indulgences du carême, dirigée par Guillaume Pontifs puis Jacques Le Roux (fin en 1506)[11].
- 1485 : début de la construction de la villa Médicis à Poggio a Caiano près de Florence, sur un projet de Giuliano da Sangallo[12].
- 1485-1495 :
  - Ivan III confie la reconstruction du Kremlin de Moscou à des architectes italiens[13].
  - reconstruction après un incendie de la façade de la Scuola Grande di San Marco à Venise par Pietro Lombardo et Mauro Codussi[7].
- 1485-1489 : construction de la collégiale de l’Annonciation à Moscou par un architecte de Pskov[14].
- 1486-1520 : reconstruction dans le style gothique du chœur et de la nef de la cathédrale Saint-Étienne de Metz[15].
- 1487-1491 : construction du palais à Facettes (Kremlin), à Moscou, par les architectes italiens Marco Ruffo et Pietro Antonio Solari[16].

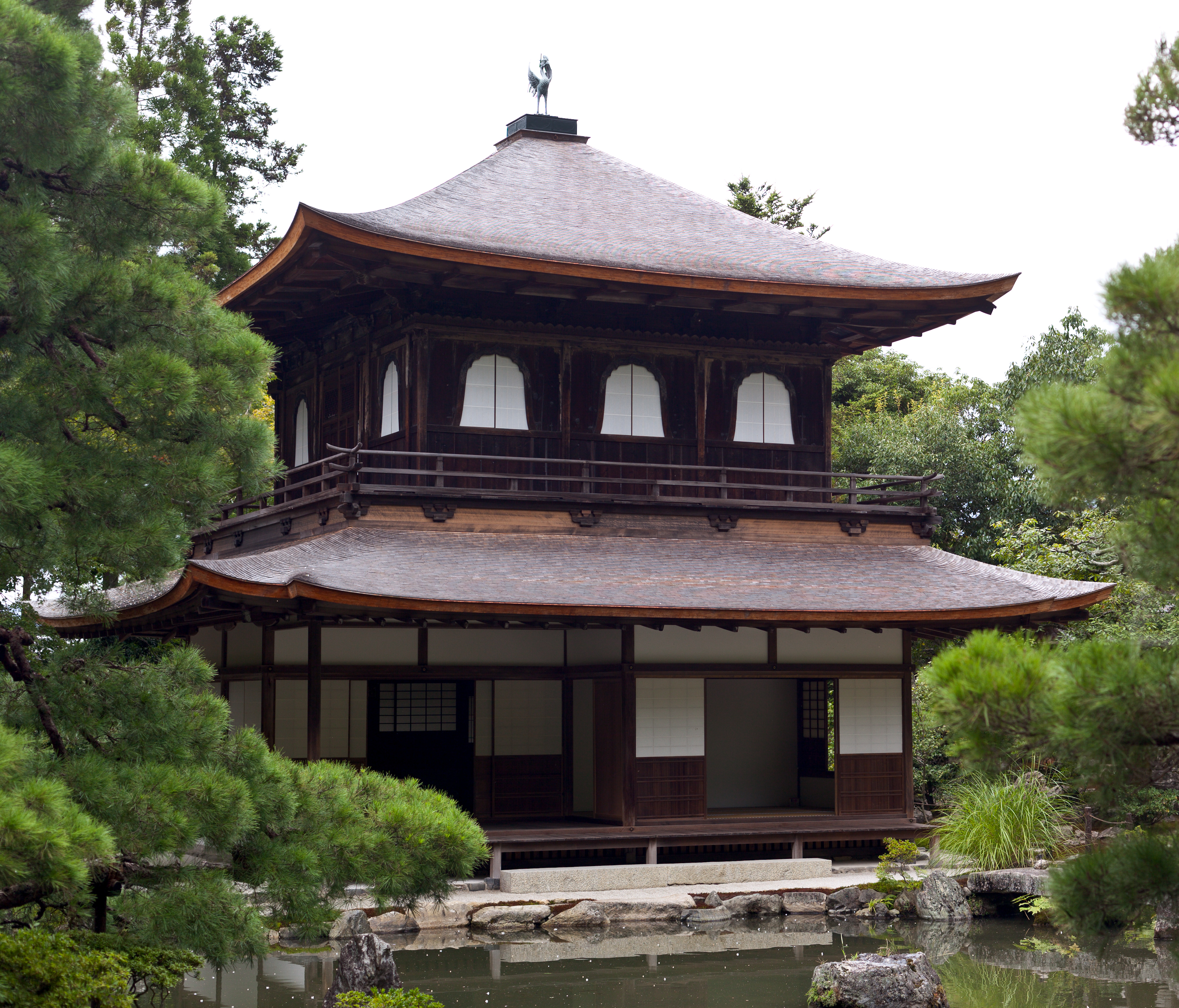
Ginkaku-ji
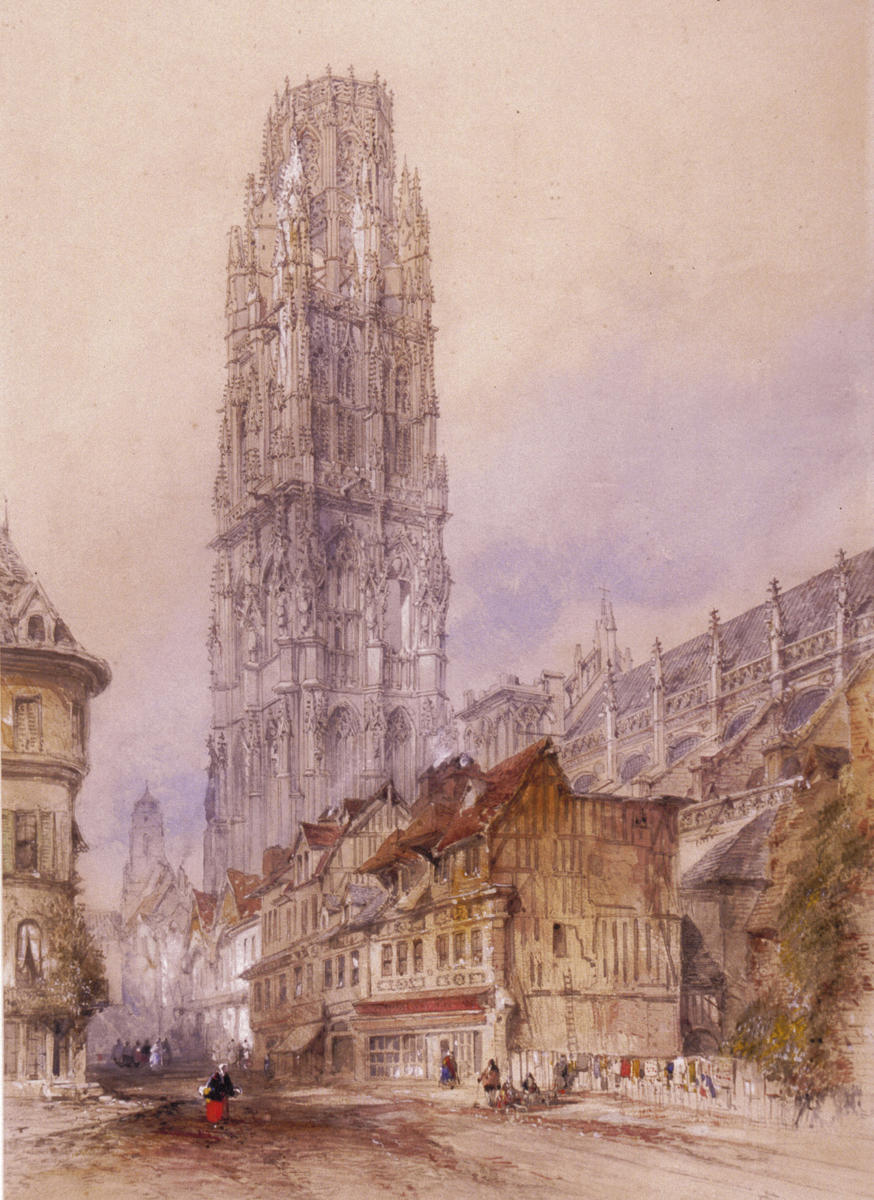
La Tour de Beurre à Rouen
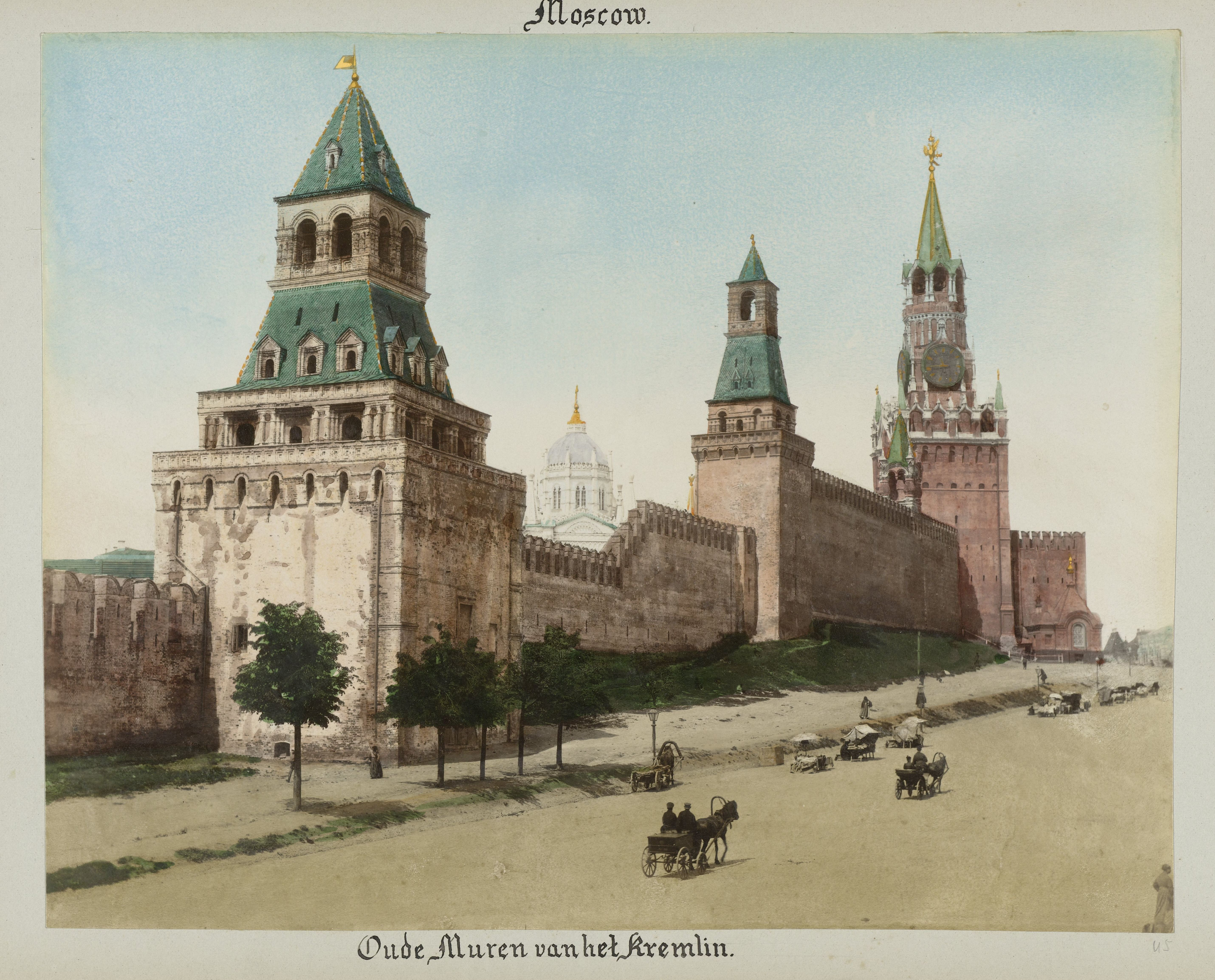
Murs du Kremlin de Moscou.
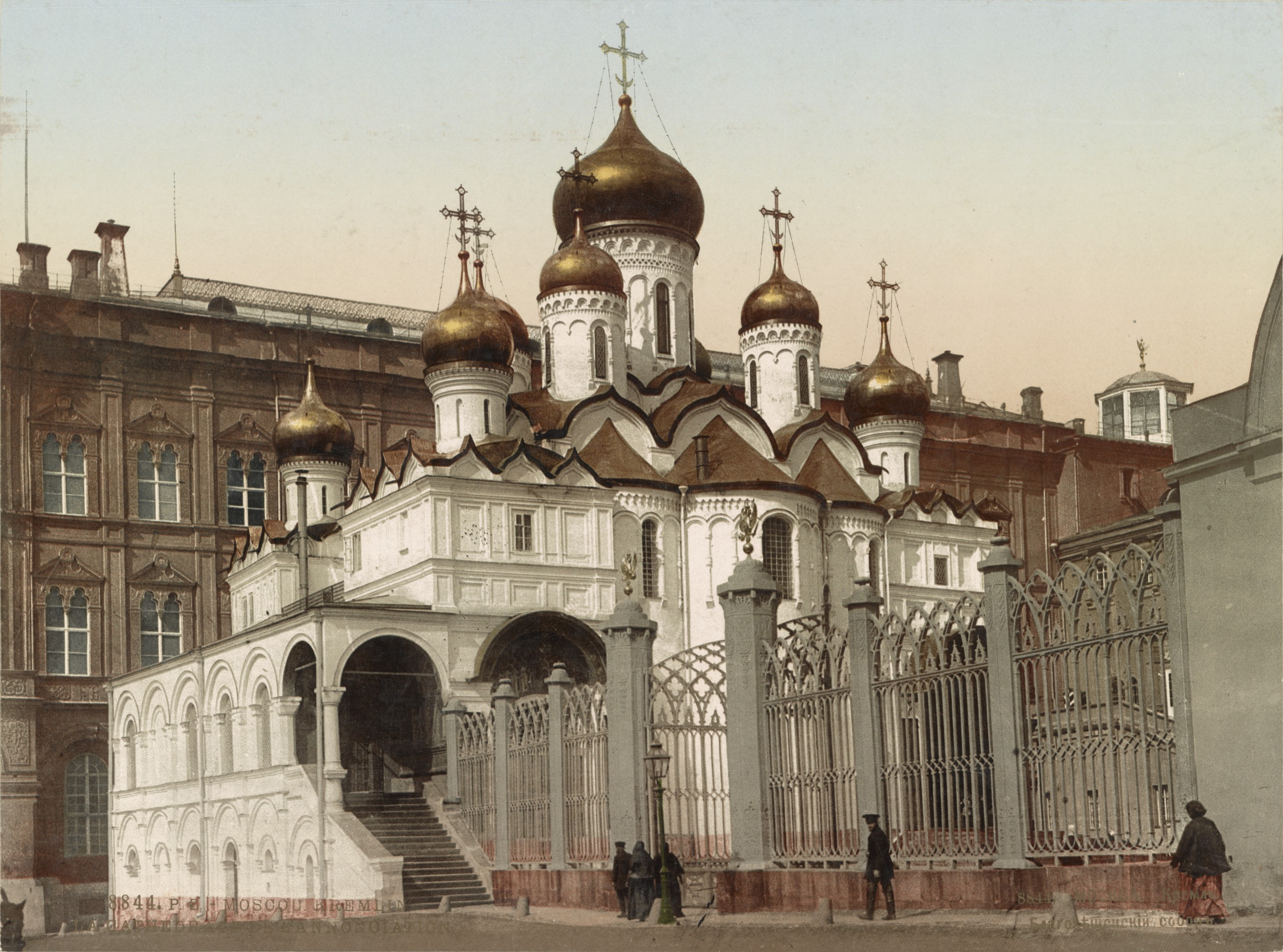
Cathédrale de l'Annonciation de Moscou
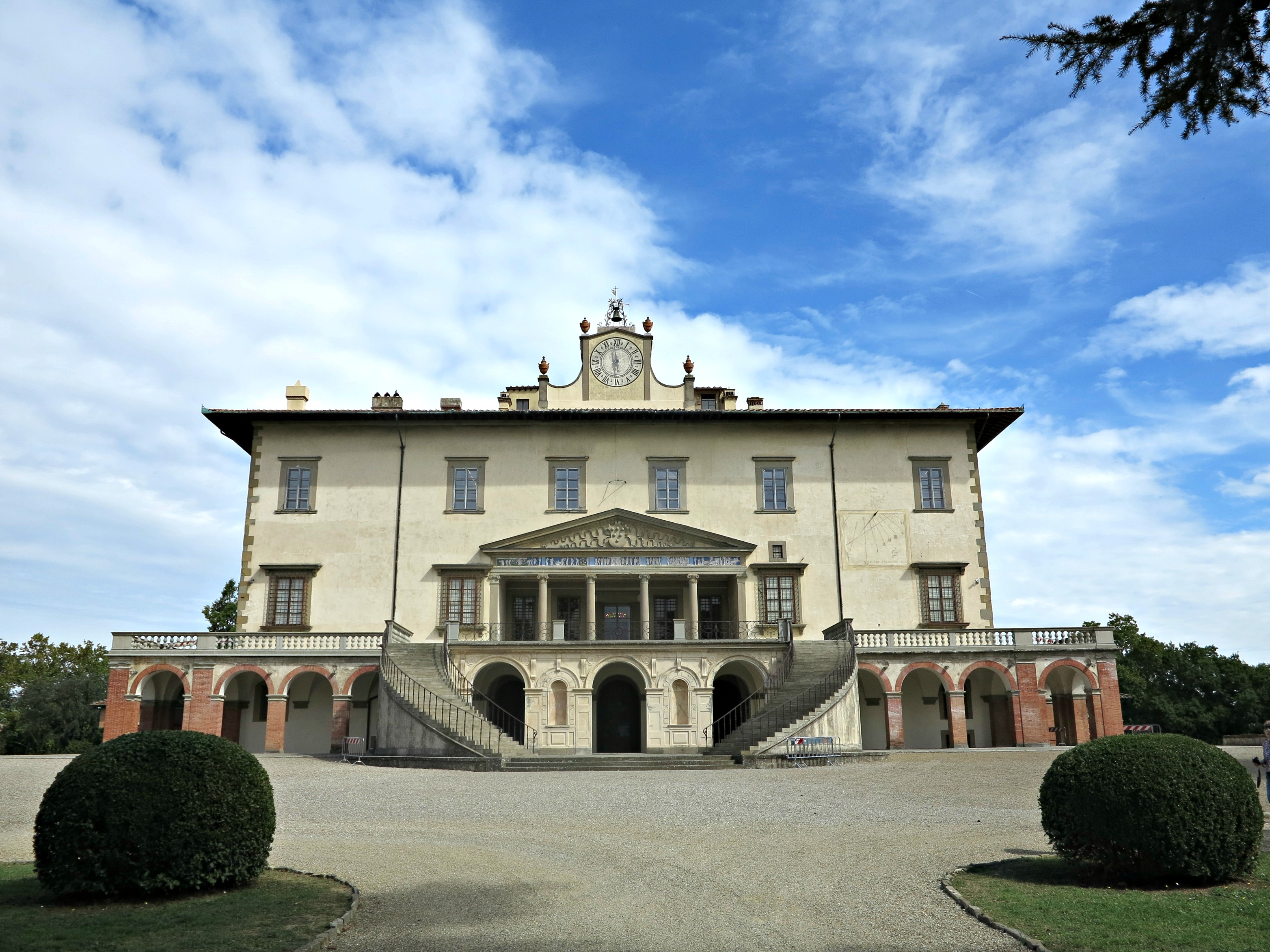
Villa médicéenne de Poggio a Caiano

## Naissances
- 6 avril 1483 : Raphaël († 6 avril 1520)
- 12 avril 1484 : Antonio da Sangallo le Jeune († 3 août 1546)
- 1484 : Michele Sanmicheli († 1559)
- 2 juillet 1486 : Jacopo Sansovino († 27 novembre 1570)
- 15 avril 1489 : Sinan († 17 juillet 1588)

## Décès
- vers 1481 : Guiniforte Solari (° vers 1429)